# Lucilia ampullacea
Lucilia ampullacea är en tvåvingeart som beskrevs av Villeneuve 1922. Lucilia ampullacea ingår i släktet Lucilia och familjen spyflugor. Arten är reproducerande i Sverige. Inga underarter finns listade i Catalogue of Life.